# Andrés Pérez de Ribas
Andrés Pérez de Ribas (Córdoba, 1576-Ciudad de México, 1655) fue un sacerdote jesuita, misionero en la Nueva España y, escritor español de obras de contenido religioso pero también fuente de conocimiento étnico e histórico de los pueblos Sonora y Sinaloa al norte de México. Su notoriedad se debe gracias a tres obras escritas y editadas.  
En 1597, a los veintidós años, partió desde Sevilla hacia la Nueva España en calidad de novicio, con el padre provincial Ildefonso de Castro y una veintena de novicios.   

## Estudios
Inició sus estudios eclesiásticos en la Compañía de Jesús en la provincia de Andalucía, donde cursó tres años de Filosofía y cuatro de Teología.
El 3 de septiembre de 1602 desembarcó en San Juan de Ulúa. Se dirigió a Puebla de los Ángeles, donde continuó sus estudios siendo ordenado sacerdote en 1602, realizando ahí su noviciado. En 1604 se le envió al Convento de Tepozotlán donde hizo los votos perpetuos de castidad y pobreza.  

## Evangelizador
Llegó a la Nueva España donde se dedicó a la evangelización, principalmente entre los indios de los territorios de los que hoy es Sinaloa, Sonora y Chihuahua. 

#### Zacapoaxtlas
En 1603, comenzó su labor misionera entre los zacapoaxtlas, al norte del estado de Puebla y Tlaxcala. 

#### Zuaques y ahomes
Diego Martínez de Hurdaide capitán del presidio de Sinaloa, buscó misioneros para evangelizar el noroeste, y sustituir al fallecido jesuita Gonzalo de Tapia en manos del indígena Nacabeba, para lo que Andrés fue asignado en 1604, en la Misión de San Felipe, en Sinaloa, donde ya había una escuela y un presidio. 
Inmediatamente después, inició la misión de evangelizar a los zuaques y ahomes. Construyó templos de adobe, sustituyendo las enramadas. Enseñó nuevos oficios y cultivos y cuidado y cría de animales, lo que cambió el estilo de vida de los naturales. Un año más tarde, fue enviado a las tribus paganas de zuaques y ahomes en la cuenca baja del río Fuerte. Durante doce años participó en las misiones de Sinaloa siendo sustituido por el padre Juan Varela.

#### Yaquis
En 1616, pidió licencia al virrey Diego Fernández de Córdova, marqués de Guadalcázar para catequizar en el Yaqui, iniciando a mediados de 1617, con Tomás Basilio a construir las misiones entre los yaquis en los once pueblos a lo largo del río Yaqui: Belem, Rahum, Pótam, Vícam, Abasor, Tórim, Bácum, Colorín, Huirivis, Cumuripa y Buena Vista. En 1618 cerca de Tórim, un indio tomó una flecha para matarlo pero un indio cristiano lo abrazó para protegerlo impidiendo el acto.

## Administrador
A principios de 1620 se vio delicado de salud y mediados del mismo año recibió la orden de trasladarse a Tepozotlán para cambiar de clima. Por su delicada salud tenía dispensa de tomar chocolate. Ahí fue designado rector y maestro de novicios de dicho Colegio por dos años. Fue operario de la Casa Profesa, en donde residía desde 1622 y hasta 1626, en Ciudad de México. 
De 1626 a 1632, ejerció como rector del Colegio Máximo de San Pedro y San Pablo, en sustitución del padre Gaspar Meneses, quien había fallecido. El 22 de noviembre de 1631, solicitó el puesto vacante de superior de la casa profesa, cargo que le fue otorgado regresando a donde ya había sido operario y asumió el puesto de 1632 a 1637. El 30 de octubre de 1638 fue electo provincial de la Compañía de Jesús hasta que en febrero de 1641 se le volvió a adjudicar el cargo de rector del Colegio Máximo, 
A relevancia de su ejercicio apostólico, fue motivo para ser llamado a Roma, por lo que, en 1643, fue nombrado procurador de los Jesuitas en Roma y Madrid. Por ello tuvo la oportunidad de asistir a la VIII Congregación General, de su orden. A principios de 1650, ocupó de nuevo el cargo de superior de la Casa Profesa, cargo que ejerció hasta 1653. 

## Historiador y escritor
De 1643 a 1647 vivió en España y se dedicó a la impresión de “Triunfos de Nuestra Santa Fe”, la más importante de sus obras También imprimió allá su “Historia de las Misiones de la Compañía de Jesús en Nueva España”. Regresó a México a mediados de 1647 con el fin de seguir escribiendo. 
En 1653 se retiró al Colegio Máximo, para escribir obras de devoción y misión de los Jesuitas. Adicionalmente estaban en pugna alegatos a favor de la Compañía de Jesús, durante la controversia con el obispo Juan de Palafox. Murió a los 79 años.
Una parte importante de su producción literaria se dedica a describir biografías de los primeros mártires de fe católica en la conquista espiritual del nuevo mundo.
Pérez de Ribas fue misionero en estas regiones, convivió con numerosas tribus descritas en su obra, aprendió lenguajes nativos además de sus costumbres y creencias. Esto le fue muy útil para influir y difundir el catolicismo, apoyándose según sus propias palabras en la intervención de los Santos en el mundo terrenal:

Se les predicaba a los indios que la obra de Dios se hacía mediante la intervención de los Santos, los que tomaban partido en los conflictos terrenales, estas ideas fueron y han sido muy del gusto de los indígenas pobladores de América

## Obra
Libros del padre Pérez de Ribas son: 
- "Historia de la Provincia de la Compañía de Jesús en México"  que es una obra en dos tomos y se publicó en Madrid en 1892;
- "Historia de Sinaloa", obra perdida pero se sabe por la referencia de José Mariano Beristáin y Sousa. Se sabe también de otros escritos también perdidos.
- "Vida, virtudes y muerte del Padre Juan de Ledezma, de la Compañía de Jesús, obra impresa en México en 1636.
- Su obra más importante, cuyo título completo es: "Historia de los triunfos de nuestra santa fe entre las gentes más bárbaras y fieras del nuevo orbe: conseguidos por los soldados de la milicia de la Compañía de Jesús en las misiones de la Nueva España", [3] o también abreviada como Triunfos de la Fe por algunos autores, encargada por la propia Compañía de Jesús y publicada en Madrid. Fue publicada en 1645, consta de 13 volúmenes y se refiere principalmente a la conquista y evangelización de las provincias de Sinaloa y Sonora en el siglo XVII.
  - En los libros del VIII al XII, hace alusión a las tribus de la Sierra Madre Occidental, principalmente Acaxee, en los límites del estado de Durango. Describe las cuatro provincias indígenas principales aquí: Topia, San Andrés, la nación indígena y provincia de Tepenguanes o Parras y Laguna Grande de San Pedro, en Coahuila.
  - En el libro IX trata de la misión de San Andrés y de las tribus agregadas a esta principalmente Xiximes, fundada por misioneros españoles y el padre Fernando de Santarén, sobre todo el conflicto entre estos, con una rebelión reciente en contra de los mineros españoles en busca de plata.
  - El libro X trata de costumbres, evangelización de la nación tepehuana y especialmente de su rebelión o guerra por el abuso y ocupación española entre 15 de noviembre de 1616, hasta 16 de mayo de 1618, vecinos de las otras dos tribus indígenas. Su levantamiento frente a los españoles fue de tal importancia que afectó a la propia integridad de la conquista española, con ataques a poblaciones en un territorio muy extenso que impedía organizar defensas útiles, pese a que los tepehuanos eran escasos en número.
- Páginas para la historia de Sonora: triunfos de nuestra Santa Fe, Hermosillo, Gobierno del Estado de Sonora, 1985.[4]
- Pueblos de Sinaloa y Sonora, México, Fondo de Cultura Económica, 1997.
- Crónica e historia religiosa de la provincia de la Compañía de Jesús de México en la Nueva España: fundación de colegios y casas, ministerios que en ellos se ejercitan y frutos gloriosos que con el favor de la divina gracias se han acogido, y varones insignes que trabajando [...] (1654), México, Imprenta del Sagrado Corazón de Jesús, 1896, 2 vols.
- Respuesta al Exmo. Sr. D. Juan de Palafox, Obispo de la Puebla, sobre la renta de los Colegios de los Jesuitas de Puebla y México (1641)[5]

Fue precisamente en el mismo año de primera publicación de su obra cuando otro jesuita, Horacio Carochi publica la primera gramática náhuatl, fundamental para su comprensión.